# Angelo Lo Forese
Angelo Lo Forese   (Milà, 27 de març de 1920 - Milà, 14 de maig de 2020) sovint escrit Loforese, va ser un tenor italià.

## Biografia
Als 18 anys va començar els seus estudis musicals, que va haver d'interrompre entre 1941 i 1943 a causa de la guerra, durant la qual va viure a Suïssa.
Després del conflicte va tornar a Itàlia i va continuar els seus estudis amb el tenor Primo Montanari, debutant el 1948 com a baríton en el paper de Silvio a I pagliacci. A la dècada del 1950, sota la direcció del baríton Emilio Ghirardini, va passar al registre de tenor, en el qual va debutar el 1952 a Il trovatore a Casablanca. També va ser alumne d'Aureliano Pertile.
Durant la seva llarga carrera va cantar en més de vuitanta òperes, actuant en molts teatres d'Europa, Amèrica i Àfrica, així com al Japó. Després de retirar-se dels escenaris va treballar com a professor. El 2012, l'escriptor Domenico Gullo li va dedicar el llibre Angelo Loforese - El tenor amb la maleta a punt sota el llit.
El 16 de març de 2013 al Rosetum de Milà, als 93 anys, va celebrar els 60 anys del seu debut en el paper de Manrico, interpretant, entre altres àries, la famosa cabaletta "Di quella pira", amb l'execució de dos Do de pit.
Angelo Loforese va morir als 100 anys a Milà el 2020. Vivia a la Casa di Riposo per Musicisti - Fondazione Verdi des del 2016. Va ser enterrat al cementiri de Bruzzano.

## Repertori
| Rol                   | Títol                | Autor       |
| --------------------- | -------------------- | ----------- |
| Don José              | Carmen               | Bizet       |
| Giasone               | Medea                | Cherubini   |
| Nemorino              | L'elisir d'amore     | Donizetti   |
| Edgardo di Ravenswood | Lucia di Lammermoor  | Donizetti   |
| Andrea Chénier        | Andrea Chénier       | Giordano    |
| Loris Ipanov          | Fedora               | Giordano    |
| Canio Silvio          | I pagliacci          | Leoncavallo |
| Turiddu               | Cavalleria rusticana | Mascagni    |
| Raoul                 | Les Huguenots        | Meyerbeer   |
| Aligi                 | La figlia di Jorio   | Pizzetti    |
| Des Grieux            | Manon Lescaut        | Puccini     |
| Rodolfo               | La bohème            | Puccini     |
| Mario Cavaradossi     | Tosca                | Puccini     |
| Calaf                 | Turandot             | Puccini     |
| Arnoldo Melchtal      | Guglielmo Tell       | Rossini     |
| Duca di Mantova       | Rigoletto            | Verdi       |
| Manrico               | Il trovatore         | Verdi       |
| Alfredo Germont       | La traviata          | Verdi       |
| Don Carlo             | Don Carlo            | Verdi       |
| Otello                | Otello               | Verdi       |
| Wolfram               | Tannhäuser           | Wagner      |
| Mateo                 | Conchita             | Zandonai    |
| Romeo Montecchi       | Giulietta e Romeo    | Zandonai    |
| Marzio                | Il bacio             | Zandonai    |

## Discografia
- Riccardo Zandonai, The Kiss (en directe Milà, 1954), amb Lina Pagliughi, Rosetta Noli, Rosetta Papagni, dir. Francesco Molinari Pradelli - ed. Distribució d'EJS/Lyric
- Riccardo Zandonai, Romeu i Julieta (en directe RAI-Milà, 1955), amb Anna Maria Rovere, Renato Capecchi, dir. Angelo Questa - ed. EJS
- Giuseppe Verdi, Don Carlo (en directe Florència, 1956), amb Cesare Siepi, Ettore Bastianini, Anita Cerquetti, Fedora Barbieri, dir. Antonino Votto - ed. Mite.[9]
- Pietro Mascagni, Cavalleria rusticana (en directe Tòquio, 1961-DVD), amb Giulietta Simionato, Attilio D'Orazi, dir. Giuseppe Morelli - ed. VÉS-HI
- Riccardo Zandonai, Romeu i Julieta, amb Antonietta Mazza Medici, Mario Zanasi, dir. Loris Gavarini - ed. Cetra 1961
- Ruggero Leoncavallo, Pagliacci (en directe Faenza, 1968), amb Edy Amedeo, Gianni Maffeo, Giuseppe Lamacchia, dir. Franco Ferraris - ed. Ferrers
- Luigi Cherubini, Medea (en directe Màntua, 1971), amb Magda Olivero, Loris Gambelli, Elena Baggiore, dir. Nicola Rescigno - ed. Mite.[10]
- Giacomo Meyerbeer, Els hugonots (en directe Barcelona 1971), amb Christiane Eda-Pierre, Enriqueta Tarres, Angeles Chamorro, dir. Ino Savini - ed. Amants de l'òpera